# Chile en los Juegos Paralímpicos de Turín 2006
La participación de Chile en los Juegos Paralímpicos de Turín 2006 fue la segunda actuación olímpica de ese país en las competencias de invierno. La delegación chilena estuvo compuesta de dos deportistas, ambos hombres, que compitieron en un deporte.
El equipo paralímpico chileno no obtuvo ninguna medalla.

## Esquí alpino
| Atleta           | Evento                     | Final | Final   | Final            | Final |
| Atleta           | Evento                     | Lugar | Tiempo  | Tiempo Calculado |       |
| ---------------- | -------------------------- | ----- | ------- | ---------------- | ----- |
| Jorge Migueles   | Eslalon gigante permanente | dnf   | dnf     | dnf              |       |
| Jorge Migueles   | Eslalon permanente         | 43.º  | 2:31.84 | 2:31.84          |       |
| Tomas del Villar | Eslalon gigante sentado    | 38.º  | 3:03.77 | 2:26.07          |       |
| Tomas del Villar | Eslalon sentado            | 28.º  | 2:43.50 | 1:54.62          |       |

| Predecesor: Chile en los Juegos Paralímpicos de Salt Lake City 2002 | Chile en los Juegos Paralímpicos Turín 2006 | Sucesor: Chile en los Juegos Paralímpicos de Vancouver 2010 |

- Datos: Q1777240